# التلفاز الاجتماعي
يعرف التلفاز الاجتماعي بأنه هو اتحاد التلفاز ووسائل التواصل الاجتماعي.  يشارك ملايين الأشخاص الآن تجربتهم التلفازية مع مشاهدين آخرين على وسائل التواصل الاجتماعي مثل تويتر وفيسبوك باستخدام الهواتف الذكية والأجهزة اللوحية، وتشارك شبكات التلفاز وأصحاب الحقوق بشكل متزايد مقاطع الفيديو على المنصات الاجتماعية لتحقيق الربح من المشاركة وزيادة المواءمه.
يقوم سوق التلفاز الاجتماعي بتغطية التقنيات التي تدعم الاتصال والتفاعل الاجتماعي حول التلفاز وأيضًَا الشركات التي تقوم بتدريس السلوك الاجتماعي المرتبط بالتلفاز وحيث تقوم بقياس أنشطة وسائل التواصل الاجتماعي المرتبطة ببثوث تلفازية معينة - اجتذب العديد منها استثمارات كبيرة من وسائل الإعلام وشركات التكنولوجيا الراسخة. ويشهد السوق أيضًَا العديد من العلاقات بين المذيعين ومشغلي الشبكات الاجتماعية مثل Twitter وFacebook. من المتوقع أن تبلغ قيمة السوق 256 مليار دولار بحلول عام 2017.
حيث تم اختيار التلفاز الاجتماعي كواحد من أهم 10 تقنيات ناشئة بواسطة مراجعة تكنولوجيا معهد ماساتشوستس للتكنولوجيا (MIT) على التلفاز الاجتماعي من عام 2010. وخلال عام 2011، قام ديفيد روان، محرر مجلة وايرد باختيار، التلفاز الاجتماعي في المرتبة الثالثة من بين ستة في نظرة خاطفة لعام 2011 وما هي الاتجاهات التقنية التي يتوقع أن تحصل على قوة جذب. وقد قام ينون كريز، الرئيس التنفيذي لمجموعة Endemol، للجمهور في مؤتمر Digital Life Design (DLD) في يناير 2011: "الجميع يقول إن التلفاز الاجتماعي سيكون كبيرًا. أعتقد أنها لن تكون كبيرة - ستكون ضخمة ".
و ذهب في السنوات السابقة الكثير من الاستثمار للتلفاز الاجتماعي إلى التطبيقات الاخرى للتلفاز الاجتماعي المستقلة. حيث كانت تعتقد الصناعة أن هذه التطبيقات ستوفر تجربة جذابة ومجانية للمستهلكين ويمكن استثمارها بعد ذلك من خلال الإعلانات.و تضمنت هذه التطبيقات بعض القوائم تلفازية وتسجيلات وصول وملصقات ومحتوى شاشة ثانية متزامن، ولكنها كافحت لجذب المستخدمين بعيداً عن تويتر وفيسبوك. ومنذ ذلك الوقت ،خرجت معظم هذه الشركات عن العمل أو تم الاستحواذ عليها وسط موجه من الدمج وركز السوق بدلاً من ذلك على أنشطة قنوات التواصل الاجتماعي نفسها - مثل Twitter Amplify ( هو احد منتجات اعلانات الفيديو التي اطلقها تويتر لشركات الاعلام والعلامات التجارية الاستهلاكية في مايو 2013 ) ومقاطع الفيديو المقترحة على Facebook وSnapchat Discover - والتقنيات التي تدعمهم.

## تويتر
حيث يساعد كل من تويتر وفسيبوك المستخدمين على التواصل خلال الوسائط، مما قد يؤدي إلى إثارة جدلاً ومشاركة قوية. تريد كلتا المنصتين الاجتماعيتين أن تكونا "مبرد المياه الرقمي" وأن تقوم بإستضافة المحادثات حول التلفاز لأن المشاركة والبيانات حول الوسائط التي يستهلكها الأشخاص يمكن استخدامها بعد ذلك لتوليد عائدات الإعلانات.
و كمنصة مفتوحة، تتوافق المحادثة على تويتر بشكل قوي مع الأحداث في الوقت الراهن. وفي مايو 2013، أطلقت Twitter Amplify - منتج إعلاني لعديد من وسائل الإعلام والعلامات التجارية الاستهلاكية. باستخدام Amplify، يقوم تويتر بتشغيل مقاطع الفيديو البارزة من عمليات البث المباشر الرئيسية، مع تشغيل أسماء المعلنين ورسائلهم قبل المقطع.
و بحلول شهر فبراير لعام 2014، اشتركت جميع الاربعه الرئيسية لشبكات التلفازية الأمريكية في برنامج Amplify، وقدمت مجموعة متنوعة من المحتويات التلفازية المتميزة للمنصة الاجتماعية على شكل مقاطع من الفيديوهات في الوقت الحالي على تويتر. وفي يونيو من عام 2014، استحوذت تويتر على شريك Twitter Amplify في الولايات المتحدة Snappy TV، وهي تعرف بأنها شركة كانت تساعد المذيعين وأصحاب الحقوق على مشاركة محتوى الفيديو بشكل عضوي عبر وسائل التواصل الاجتماعي وعبر برنامج Amplify الخاص بتويتر. يواصل Twitter الاعتماد على Grabyo، والتي عقدت أيضًا العديد من الصفقات مع بعض أكبر المذيعين وأصحاب الحقوق في أوروبا وأمريكا الشمالية لمشاركة محتوى الفيديو عبر فيسبوك وتويتر.

## فيسبوك
قامت شركة فيسبوك بالكثير من التغييرات الكبيرة على نظامها الأساسي خلال عام 2014 بما في ذلك قامت بتحديثات خوارزمية للمساعدة على تحسين كيفية تقديم الفيديوهات في خلاصات المستخدمين. وقامت أيضًَا بإطلاق التشغيل التلقائي للفيديو لجعل المستخدمين يشاهدون مقاطع الفيديوهات في خلاصاتهم بشكل اسرع. حيث تجاوزت تويتر بسرعة وبحلول نهاية عام 2014 كانت تتمتع بثلاثة مليارات مشاهدة يومياً للفيديوهات على نظامها الأساسي وأعلنت عن شراكة مع NFL، أحد شركاء Twitter Amplify الأكثر نشاطًا على تويتر. وفي أبريل 2015، في مؤتمر مطوري F8، كشفت أنها تعمل مع Grabyo من بين شركاء تقنيين آخرين لجلب الفيديو إلى منصتها. ثم أعلنت في يوليو / تموز أنها ستطلق مقاطع فيديو مقترحة على فيسبوك، وجلب مقاطع فيديو وإعلانات ذات صلة لأي شخص ينقر على مقطع فيديو - وهي خطوة لم تنافس فقط عروض الفيديو التجارية على تويتر، بل وضعتها أيضًا في منافسة مباشرة مع YouTube.

## وقت التلفاز
وقت التلفاز وتعرف بأنها شبكة اجتماعية مخصصة للتلفاز تسمح للمستخدمين بتتبع المسلسلات التلفازية التي يشاهدونها، وكذلك الأفلام. كما يسمح لهم بالتعبير عن ردود افعالهم على الوسائط التي قاموا بمشاهدتها من خلال التصويت المحدد للحلقة وللشخصيات المفضلة وردود الفعل العاطفية على الحلقات، وبالإضافة إلى التعليقات في الصفحات المقيدة للحلقة. وبهذه الطريقة، يتمكن للمستخدمين من تجنب المفسدين مع إيجاد جمهور معين ومجتمع لكل تفاعل من تفاعلاتهم، على عكس الوسائط الاجتماعية المخصصة غير التلفازية الأكبر حجماً مثل فيسبوك وتويتر حيث يكون احتمال قراءة المفسدين دون قصد بشكل أكثر. ويقدم وقت التلفاز خدمة تحليلات تسمى "TVLytics" حيث يمكن دراسة الأصوات وردود الفعل التي تم جمعها من المستخدمين لأغراض البحث والإنتاج التلفازي.

## الدعاية
وحسب موقع Businessinsider.com، هنالك مجموعة متنوعة من التطبيقات للتلفازيه الاجتماعيه، بما في ذلك تقوم بدعم مبيعات الإعلانات التلفازية، وتساعد على تحسين عمليات الشراء للإعلانات التلفازية، وتجعل عمليات شراء الإعلانات أكثر كفاءة، كعنصر مكمل لقياس الجمهور، وفي النهاية، توقع الجمهور والتحسين في الوقت الفعلي. يمكن لبيانات التلفاز الاجتماعي أن تسهل الوصول إلى مجموعات التركيز وقد تخلق حلقة ردود فعل إيجابية لتوليد برامج تلفازية شديدة الالتصاق وحملات إعلانية متعددة الشاشات.

## بالأرقام
و يقوم المشاهدون بمشاركة تجاربهم التلفازية على وسائل التواصل الاجتماعي في الوقت الفعلي ومع تطور الأحداث: حيث يقوم حوالي 88-100 مليون مستخدم على فيسبوك بتسجيل الدخول إلى النظام الأساسي خلال ساعات الذروة من 8 مساءً إلى 11 مساءً في الولايات المتحدة. كما يعد حجم مشاركة وسائل التواصل الاجتماعي في التلفاز تزداد في الارتفاع - وفقًا لـ Nielsen Social Guide ،و كانت هناك زيادة أكثر بنسبة 38% في التغريدات عن التلفاز خلال عام 2013 إلى 263 مليونًا.
بالنسبة إلى Super Bowl من عام 2014، اقر موقع Twitter أنه تم إرسال 24.9 مليون تغريدة حول اللعبة أثناء البثوث التلفازية، وبلغت ذروتها 381605 تغريدة خلال الدقيقة. أفاد موقع فيسبوك بأن 50 مليون شخص قاموا بمناقشة لعبة Super Bowl، مما أدى إلى توليد 185 مليون تفاعل.
و أنتجت جوائز الأوسكار من عام 2014 (5ملايين تغريدة )، شاهدها الجمهور من 37 مليون مستخدم فريد على تويتر وقدمت 3.3 مليار انطباع عالميًا حيث تمت مشاركة المحادثات واللحظات الرئيسية عبر المنصة.
وخلال عام 2014، استخدم نادي All England Lawn Tennis Club (AELTC)، مضيفو ويمبلدون، Grabyo بالقيام بالمشاركة لمحتوى الفيديو عبر وسائل التواصل الاجتماعي. حيث تمت مشاهدة مقاطع الفيديوهات 3.5 مليون مرة عبر منصتي فيسبوك وتويتر. في شراكة مع Grabyo مرة أخرى في عام 2015 وحصدت مقاطع الفيديو أكثر من 48 مليون مشاهدة عبر Facebook وTwitter.

## البرامج التلفازية مع الاندماج الاجتماعي
في التالي بعض الأمثلة لكيفية دمج المسؤولين التنفيذيين في التلفاز العناصر الاجتماعية مع البرامج التلفازية:
- بثت C-SPAN تغريدات من أعضاء مجلس الشيوخ والنواب الأمريكيين خلال دعوة النصاب القانوني[24]
- قام The Voice بتغريد حكام البرنامج أثناء العرض ويتم تمرير المنشورات في أسفل الشاشة. أدى استخدام Twitter أيضًا إلى زيادة عدد المشاهدين.[25]
- " جلي " انترتينمنت ويكلي أنشأت منصة عرض ثانية للشاشة للعرض الأول لموسم Glee 3.[26]

## المنشورات ذات الصلة
- إريكا جونيتز. "جعل التلفاز اجتماعيًا، افتراضيًا" MIT Technology Review. (11 يناير 2010)[27]
- AmigoTV (Alcatel-Lucent؛ Coppens et al.) - 2004 www.ist-ipmedianet.org/Alcatel_EuroiTV2004_AmigoTV_short_paper_S4-2.pdf
- Nextream (MIT Media Lab، Martin et al.) - 2010[28]
- التلفاز التفاعلي الاجتماعي: تجارب ووجهات نظر مشتركة غامرة (P. Cesar، D. Geerts، and K. Chorianopoulos (eds.)) - 2009[29]
- التلفاز الاجتماعي وظهور التلفاز التفاعلي - مجموعة أبحاث الوسائط المتعددة - نوفمبر 2010[30]
- تلفاز اجتماعي تفاعلي حول البيئات الموجهة نحو الخدمة: التحديات والعوامل الممكنة (مايو 2011)[31]

## الأنظمة
- بوكسي - حصلت عليها شركة Samsung
- GetGlue - حصل عليها أنا. تلفاز
- جرابيو
- KIT الرقمية
- تلفاز ميسو
- تانك توب تي في
- WiO
- أجهزة إكس بوكس لايف